# جاده ئی۷۶ اروپا
جاده ئی۷۶ اروپا (به انگلیسی: European route E76) یکی از جاده‌های اصلی قاره اروپا است که در کشور ایتالیا قرار دارد.
این جاده که از شهر میلیارینو شروع شده، در شهر فلورانس به پایان می‌رسد و ۸۸ کیلومتر مسافت دارد.